# Co Loerakker
Co Loerakker (Haarlem, 11 april 1949) is een Nederlandse striptekenaar en kinderboekenillustrator. 

## Biografie
Na het voortijdig afbreken van zijn studie Geografie in Amsterdam stortte hij zich vol overgave op zijn liefde voor het tekenen van mensen, dieren, gebouwen en landschappen en vestigde hij zich in 1974 als freelancer in Haarlem.
Zijn eerste werk omvat vooral illustratief werk voor vele natuur en plaatjesboeken maar ook werk voor onder andere de Kinderboekenweek, Mies Bouhuys haar boek "De Grote Vivat" en educatieve boeken als 'Elf Lage Landjes en een Heleboel Water' (1981) over Nederland.
Het populairste werk is echter de serie Van Nul tot Nu (1982-1990) gemaakt met scenarist Thom Roep voor het Donald Duck weekblad en later uitgegeven in 4 delen. De serie beschrijft de Nederlandse geschiedenis in strip op een erg humorvolle maar toch diepgaande wijze en kreeg in 1994 een vijfde deel over het dagelijkse leven, dat in tegenstelling tot de eerste 4 delen door de volwassen inhoud wat minder geschikt is voor jonge kinderen. De eerste 4 delen zijn zo succesvol in het overbrengen van kennis over de vaderlandse geschiedenis dat basisscholen de boeken nog steeds als lesmateriaal gebruiken.
Als striptekenaar en illustrator blijft hij succesvol en hij werkt naderhand vooral voor uitgeverijen Oberon en Big Balloon (onder andere De Familie Gisteren), Donald Duck Weekblad (onder andere Natuurtalenten) en Eppo Wordt Vervolgd (onder andere Wondere Wereld Strip).
Loerakker is onder meer de schepper van:
- Mies Bouhuys - 'De Grote Vivat'.
- Elf Lage Landjes en een Heleboel Water
- Van Nul tot Nu (met Thom Roep)
- De Familie Gisteren
- Het Dagboek van een Kat
- Natuurtalenten (in Donald Duck)
- Wondere Wereld Strip (in Eppo)